# Maurice Tillieux
Pour les articles homonymes, voir Tillieux.
Maurice Tillieux, né le 7 août 1921 à Huy (Belgique) et mort le 2 février 1978 à Tours (Indre-et-Loire) en France, est un dessinateur et scénariste belge francophone de bandes dessinées, principalement connu pour être l'auteur et le créateur des séries Gil Jourdan, Félix, César et comme créateur et scénariste des séries Marc Lebut et son voisin et Jess Long.
Il commence la bande dessinée pendant la guerre en signant des illustrations dans le journal Spirou, puis il passe par Bimbo et Jeep avant d'être engagé à Héroïc-Albums. Il y crée plusieurs ébauches de série avant de commencer une longue série policière qu'il intitule Félix. Avec cette série, il signe soixante-sept histoires, mais après la disparition de Héroïc-Albums il l'abandonne pour pouvoir rentrer à Spirou. Il crée alors Gil Jourdan, un Félix plus achevé. Dix-huit histoires plus tard, il cède le dessin à Gos jusqu'à sa mort.
Le domaine de l'humour est aussi exploré avec la création de César, d'abord dans Le Moustique puis dans Spirou, mais aussi en scénarisant des séries sur ce thème comme Marc Lebut et son voisin pour Francis. Il crée pour Arthur Piroton la série policière Jess Long. Il reprend ensuite le scénario de grandes séries comme Tif et Tondu pour Will, Natacha pour François Walthéry ou encore La Ribambelle pour Jean Roba.

## Biographie

### Jeunesse

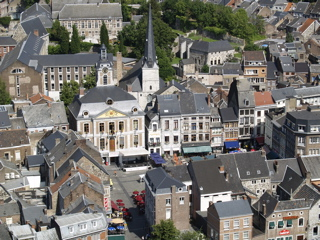
Grand-place de Huy, la ville où est né Maurice Tillieux.

Maurice Tillieux naît le 7 août 1921 à Huy en Belgique. Il est le fils unique d'un père chef de gare et d'une mère institutrice. Sa famille est d'origine française d'un petit village près de Lille et une partie de sa famille habite à Aix-en-Provence. Dès l'âge de six ans, il se promène souvent en France et vit à Paris, Toulouse, ainsi que dans le Var. Son enfance française l'influencera plus tard pour ses histoires, où il décrit énormément la France. Dans sa jeunesse, il est surtout marqué par le cinéma : celui de sa ville se trouve juste derrière chez lui. Il assiste à tous les films de Buster Keaton et Charlie Chaplin qu'il redessine ensuite. Du côté de la bande dessinée, il lit les publications des éditions Offenstadt, comme Cri-Cri, Le Petit Illustré ou encore L'Épatant. Il découvre aussi Le Bon Point, publié par les éditions Albin Michel et dont il arrête la lecture à l'âge de douze ans. Très jeune, il lit les livres d'André Gide et de Marcel Aymé.
À seize ans, il tente de partir clandestinement avec un ami pour les États-Unis, en se cachant dans la cale d'un navire de charge du port d'Anvers. Ils partent sans bagages, ni pièces d'identité, ni argent, avec juste deux ou trois boites de conserve. Ils sont finalement découverts et chassés du bateau avant le départ. Un peu plus tard, il passe et réussit, sans prévenir ses parents, l'examen d'entrée pour intégrer la marine marchande. Il passe quelque temps dans les écoles de navigation d'Ostende et d'Anvers. Le jour où il doit embarquer à Bordeaux pour l'Amérique du Sud afin de poursuivre sa formation, le port est victime d'un bombardement allemand qui fait faire demi-tour au navire qui doit l'emmener avec les autres élèves. Faute de pouvoir poursuivre sa formation, il abandonne une carrière dans la marine. Il passe quelques mois réfugié à Guémené-sur-Scorff après avoir fui la Belgique à l'été 1940 et transité par Lorient. Pendant la guerre, il doit se cacher pour éviter le service du travail obligatoire des Allemands et à plusieurs reprises, il évite de peu l'arrestation par la Gestapo.

### Débuts dans la bande dessinée (1942-1947)
Maurice Tillieux commence sa carrière dans le Journal de Spirou en novembre 1940 où il illustre la chronique du Fureteur écrite par Jean Doisy ainsi que le jeu des sept erreurs : Voyez-vous les erreurs ?,. Il commence dans la bande dessinée en 1942. Il essaye d'imiter des séries américaines comme Félix le chat, Mickey Mouse ou encore Bicot, mais ses dessins ne seront jamais publiés. En fait, ses premières publications sont des romans policiers. Il écrit pour la revue Le Jury de Stanislas-André Steeman un roman intitulé Le Navire qui tue ses capitaines, mais celui-ci est finalement refusé car son éditeur ne le trouve pas assez psychologique. Un peu plus tard, il est publié dans une version plus longue, par une autre maison d'édition. C'est un roman inspiré d'un fait divers qu'il a lu à l'âge de sept ans, plein de romanesque, d'humour, avec une bonne narration ; néanmoins, il utilise de grossières ficelles pour maintenir le suspense. Sur sa lancée, il en écrit deux autres : L'Homme qui s'assassina sous le pseudonyme de Robertson, car un nom américain se vend mieux et Aventures de Paillasson, respectivement en 1944 et 1945. Parallèlement, il exerce plusieurs petits métiers en rapport avec le dessin, comme peindre pour la publicité, dessiner des moteurs électriques, des affiches et des dessins d'humour en France, ainsi qu'en Belgique. L'une de ses affiches publicitaires pour la sécurité routière restera longtemps accrochée dans les commissariats.
Il décide d'abandonner le roman, parce qu'on arrive difficilement à en vivre et parce qu'il se sent plus apte à restituer une ambiance par le dessin que par la seule écriture. En 1944, il entre au journal Bimbo sur recommandation de Jean Doisy, alors rédacteur en chef du Journal de Spirou. Il le connaît, car dans sa jeunesse, il était copain de classe avec le fils de ce dernier. Jean Doisy a une idée en tête à ce moment : faire de Maurice Tillieux une sorte d'espion industriel pour savoir comment les journaux de la concurrence sont conçus. À Bimbo, s'il fait office de rédacteur en chef, il s'occupe aussi de tout, comme allumer le poêle, répondre au courrier des lecteurs ou écrire les textes rédactionnels sous pseudonyme. Il reprend aussi une série du fondateur Guy Depière intitulée Bimbo, Romarin et Miksy, qu'il ne signe pas, malgré le fait qu'il n'a aucune notion de dessin et rencontre des difficultés avec la perspective, ainsi qu'avec l'anatomie humaine. Le journal finit par disparaître après la guerre, ne pouvant lutter contre son rival Spirou. Pendant cette période, Tillieux réalise pour Le Moustique et Spirou des caricatures et des illustrations, mais le directeur Charles Dupuis n'aime pas son dessin et refuse de publier ses bandes dessinées dans Spirou.
Il intègre ensuite le journal Jeep, fondé aussi par Guy Depierre. C'est dans ce journal qu'il commence sérieusement à faire de la bande dessinée. Il est obligé de fournir douze pages pour chaque numéro, soit quasiment l'intégralité du journal, ce qui lui permet d'apprendre rapidement les ficelles de la bande dessinée. Dans ce périodique, il lance, avec l'aide de sa femme, ses premières séries comme Dazy Black, Zénobie ou encore Patrick et Dolly. Il produit ses douze planches mensuelles en trois jours et trois nuits non-stop, toujours avec l'aide de son épouse qui colorie les zones en noir. L'argent qu'il gagne à ce moment avec ses quelques planches lui permet de vivre modestement mais suffisamment pour le mois, ce qui à l'époque lui suffit. Il fait aussi en parallèle de petites collaborations pour le journal L'Explorateur, fondé par des anciens de chez Bimbo, où il produit près de cent quarante strips de sa série Achille et Boule-de-Gomme et une vingtaine de planches de Notre oncle et nous qui sont des dessins avec une légende en dessous. Il collabore avec Willy Vandersteen pour le périodique Ons Volk. Il a pour mission de dessiner, dans un style très réaliste, une grande partie des planches sur indications du maître.

### PériodeHéroïc-Albums(1947-1956)
En 1947, à la suite d'une proposition de Fernand Cheneval, un ancien de chez Bimbo, il entre à Héroïc-Albums où il crée tout d'abord la série Bob Bang. Elle met en scène un marin, dont il abandonne rapidement les aventures, car il craint que l'emploi du héros ne crée des histoires répétitives. À la suite de l'abandon de Bob Bang, il réalise, à la demande de son rédacteur en chef, une série d'histoires réalistes qu'il copie sur Fred Harman et Milton Caniff. Quelque temps plus tard, la maison d'édition flamande lui demande de refaire une série traditionnelle : c'est la création de Félix, qui est inspiré de ses lectures de romans policiers. Il signe alors, sur l'exigence de ses éditeurs, ses planches de pseudonymes américains comme John Cliff, Ronald Scott, Jill Morisson. Félix est la première bande dessinée qu'il signe de son véritable nom. Pour créer le personnage de Félix, il se souvient de ses séjours dans la région d'Auch où tout le monde à l'époque porte un béret et il en ajoute naturellement un à son héros. De plus, il ajoute des lunettes, car il a encore du mal à dessiner les yeux. Avec des lunettes, ils sont alors cachés et il suffit de bouger les sourcils pour faire passer une émotion et montrer si le personnage est content ou pas.
La série Félix commence par l'histoire La Turquoise creuse : à Bruxelles, deux vagabonds ouvrent une agence d'excuse. Ils se nomment Félix et Fil-de-Zinc et ont leurs premiers ennuis. Dans l'histoire Le Gouffre de Kelgaf, ils partent en Bretagne pour trouver un trésor et y rencontrer un représentant en allume-gaz qu'ils nomment simplement Allume-Gaz. Un voyage au Chicaraguay, un pays imaginaire d'Amérique du Sud en pleine révolution, dans l'histoire Aventure au Chili, leur permet de rencontrer un inspecteur de police nommé Alonzo Cabarez. Ce dernier, avec Félix et Allume-Gaz, forment le trio définitif de la série, alors que Fil-de-Zinc disparaît sans explication. Cette série permet à Maurice Tillieux de dessiner les décors des quatre coins du monde au fil des missions de ses héros, mais aussi des périodes historiques comme l'Allemagne nazie. Les Amériques et la France sont les endroits où le trio enquête le plus, même si l'Asie et le reste de l'Europe sont aussi représentées. Vers la fin de la série, le personnage de Linda rejoint le trio et Maurice Tillieux peut modifier la psychologie de son héros en introduisant des sentiments amoureux pudiques. Après soixante-sept histoires, la dernière histoire de Félix est publiée en 1956 et s'intitule L'Affaire des bijoux. À Héroïc-Albums, il a une liberté de création totale et la seule censure est celle qu'il s'impose pour éviter d'aller trop loin, la bande dessinée étant encore réservée aux enfants. Il écrit des histoires en dehors de toute logique commerciale sans chercher à se faire plus d'argent qu'il ne lui en faut pour faire vivre sa famille. Lors de la déconfiture de cette maison, il va brièvement collaborer au journal Ima, l'ami des jeunes, pour lequel il va reprendre l'enquête de Félix, La Grotte hantée, et l'adapter sous le nom d'Ange Signe. Ce Démon Vert est plus étoffé que l'original : 32 planches au lieu de 11, grâce à l'adjonction de gags. Une deuxième histoire devait paraître dans cet hebdomadaire mais sa disparition fera qu'elle sera publiée dans L'Intrépide, une autre revue de bandes dessinées.
En parallèle de son travail pour Héroïc-Albums, il enregistre un feuilleton radiophonique adapté de l'une de ses histoires parue dans l'hebdomadaire. C'est un travail rapide : le matin il commence à écrire son texte et l'enregistre à midi. Un travail court qui lui permet, avec les multiples rediffusions en Afrique francophone, de toucher une redevance pendant plusieurs années. Il réalise aussi un texte illustré nommé Les Momies de Saint-Sulpice adapté d'une des histoires de Félix qu'il dessine en une matinée, directement à la plume. Elle est inspirée de la légende des momies de la basilique Saint-Michel de Bordeaux où l'on avait trouvé des centaines de corps transformés en momies par l'argile contenu dans le sol et qu'il avait vue à l'âge de onze ans, ce qui l'avait beaucoup impressionné.
En 1955, il rentre dans le giron des éditions Dupuis en participant au lancement du journal Risque-Tout. Il y crée la série Marc Jaguar qui ne vit que le temps d'une seule aventure. En fait, à cette époque il refuse de rentrer au journal Spirou, ayant des problèmes de longue date avec Charles Dupuis qui jusque-là avait toujours refusé ses dessins. Quand Dupuis lui demande de travailler pour lui, il préfère rentrer au second journal, moins en vue, de l'éditeur qui lui permet d'être plus libre vis-à-vis de son patron et de rester en même temps à Héroïc-Albums, où il gagne néanmoins quatre fois moins. Cette même année, il travaille pour Le Journal de Paddy, un journal fondé par Michel Greg où il crée la série Cris Vallon. De même que Risque-Tout, ce dernier périodique ne vit pas longtemps, faute de financement, et quand en 1956 Héroïc-Albums cesse lui aussi de paraître, Tillieux se décide à intégrer l'équipe du journal Spirou.

### PériodeSpirou(1956-1978)

#### Période dessinateur

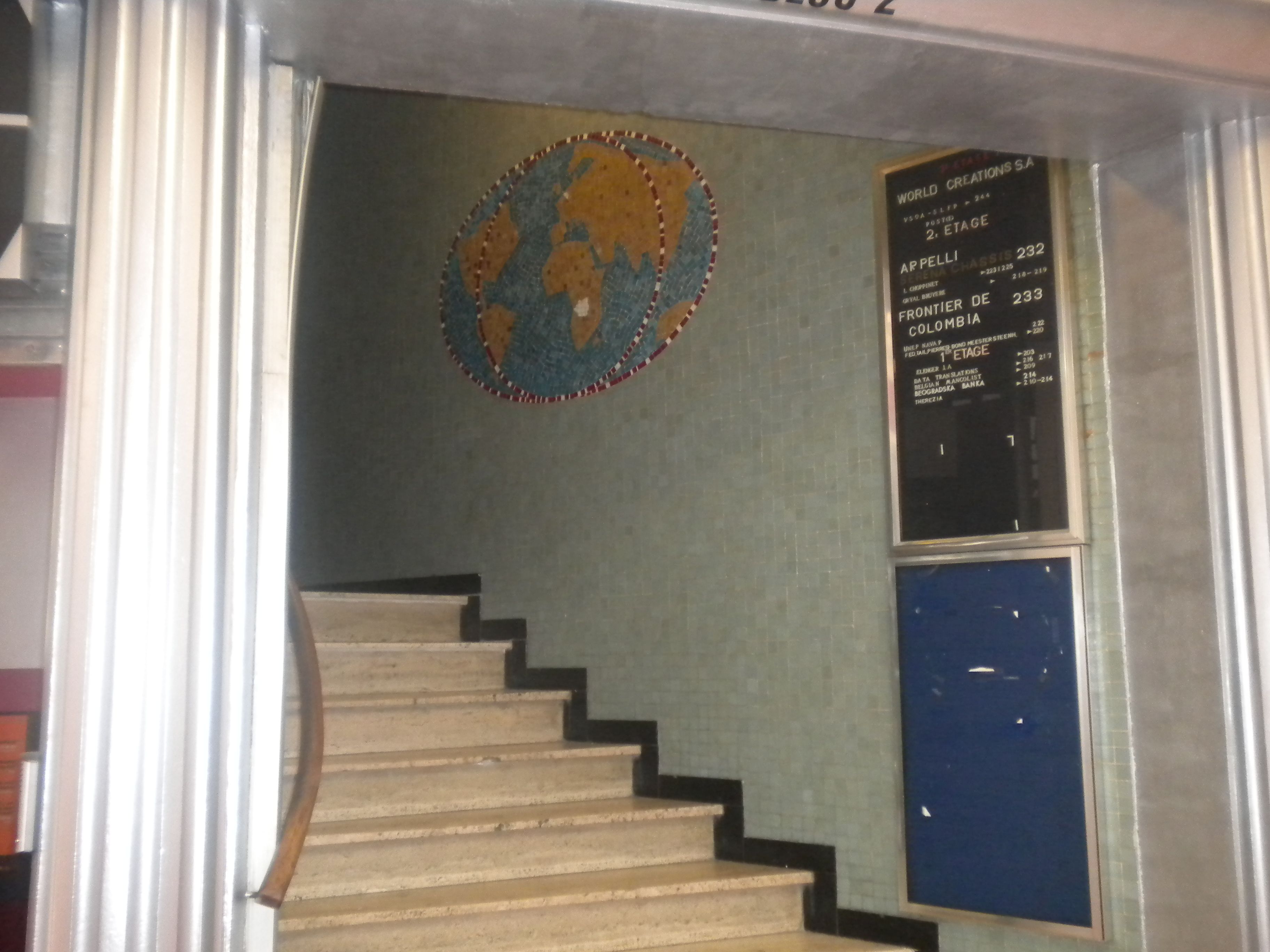
Entrée des anciens locaux des éditions Dupuis et de la rédaction du journal Spirou dans la Galerie du Centre à Bruxelles. La rédaction de Spirou était à cet endroit lorsque Maurice Tillieux a débuté dans l'hebdomadaire.

Dès son arrivée chez Spirou, il crée la série Gil Jourdan, copie parfaite de Félix. Maurice Tillieux souhaite continuer les aventures de son personnage fétiche, mais son nouvel éditeur veut du changement. Il se décide alors à transformer le trio de la série Félix en nouveaux personnages. Félix devient Gil Jourdan, Cabarez est transformé en Crouton et Allume-Gaz en Libellule. Il y rajoute une femme, Queue-de-Cerise, qui rappelle Linda présente dans les dernières aventures de Félix. Cette série raconte les aventures d'un détective privé français nommé Gil Jourdan, âgé de 20-21 ans qui, venant de finir sa licence de droit, ouvre son cabinet de police privée. Le premier nom que Maurice Tillieux donne à son héros, qui d'un point de vue sonorité ressemblait à « Texaco », est refusé par son éditeur Charles Dupuis qui ne l'aime pas, car il le trouve trop exotique. Il doit le changer en vitesse et c'est sa femme qui trouve le nouveau nom. Quant au métier de détective, il est désiré par Maurice Tillieux, car il permet d'introduire des personnages dans toutes sortes d'histoires et un c'est un bon moyen d'écrire des récits. De plus, son métier lui permet de gagner suffisamment d'argent pour permettre à la série d'évoluer. Il situe la série en France, car au moment de la commencer, il revient en Belgique après deux années passées en France et il connait mieux les voitures et infrastructures routières françaises. En 1958, il réalise une autre reprise de Félix avec la série Ange Signe, réalisée à des fins publicitaires. Ici encore, il garde le même trio en changeant les noms, mais il travaille plus en profondeur ses scénarios.
La série rencontre un succès immédiat parmi les lecteurs de Spirou. Un référendum permet de savoir que 80 % des lecteurs du journal lisent Gil Jourdan. Le succès de la série s'explique par le soin particulier que met Maurice Tillieux pour construire ses scénarios, qu'il écrit à partir de faits divers lus dans la presse ou racontés par des connaissances. Mais aussi par la personnalité de ses personnages secondaires qui, selon lui, sont plus importants que le héros, qui a obligatoirement une personnalité sage et lisse. La série comporte aussi de nombreuses voitures, une des passions de Maurice Tillieux aussi bien pour dessiner que pour bricoler des mécaniques. Dans Gil Jourdan, il dessine surtout des voitures françaises, alors qu'au début de sa carrière c'étaient des voitures américaines. Les albums de la série se sont mal vendus jusqu'au début des années 1970. Si Maurice Tillieux réalise une histoire de Gil Jourdan, c'est parce qu'il trouve un sujet qui lui plaît sans penser au côté commercial.

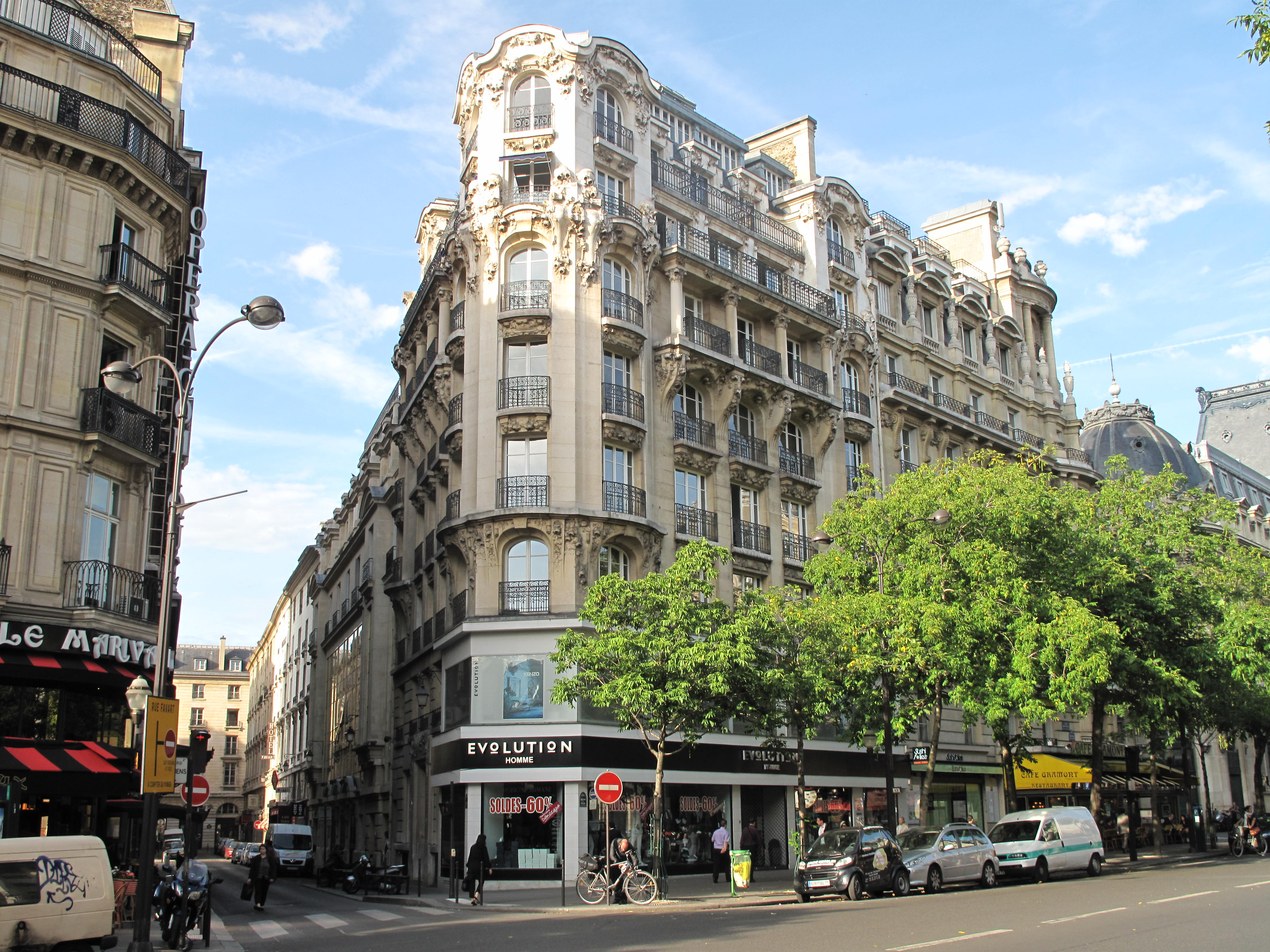
Le boulevard des Italiens à Paris, où se trouvent les bureaux de l'agence Gil Jourdan.

Gil Jourdan lui vaut des ennuis avec la censure française, alors féroce à l'époque. Les deux premiers albums ont notamment été censurés pour sa façon de ridiculiser la police et de parler de drogue (le ministère français de l'Intérieur pensait que la popaïne était un stupéfiant qui existait réellement). Plus tard, Le Gant à trois doigts est lui aussi interdit pour racisme dans le contexte sensible post-guerre d'Algérie. Maurice Tillieux doit aller de nombreuses fois au ministère français de l'Intérieur pour défendre son œuvre et s'expliquer, dont une fois en état d'ivresse en compagnie de Morris, l'auteur de Lucky Luke qui avait des problèmes pour son histoire Billy the Kid. Quelques années après, Maurice Tillieux tombe malade, ce qui l'oblige à arrêter de travailler pendant un an. Pour continuer à fournir régulièrement ses planches pour Spirou, il a l'idée, sans que Dupuis soit au courant, de reprendre les histoires de Félix parues dans Héroïc-Albums, en modifiant simplement le personnage de Félix pour qu'il ressemble à Gil Jourdan. Il est aidé pour cela par Bob de Groot et Jean-Marie Brouyère. Ce dernier est bien connu de Maurice Tillieux, puisqu'il a débuté chez lui à l'âge de quatorze ans, avant qu'il ne l'envoie deux ans plus tard dans le studio de Michel Greg, car Maurice Tillieux trouve qu'il ne peut rien en faire et qu'il gâche son potentiel en restant avec lui. En 1959, il participe aux premiers numéros du journal Pilote en dessinant l'histoire Zappy Max, une adaptation d'un feuilleton diffusé sur Radio-Luxembourg.
En 1960, Maurice Tillieux crée le personnage de César, à la demande de Dupuis pour son hebdomadaire Le Moustique. À l'origine, la série a des contours assez flous du fait que Maurice Tillieux a accepté de la réaliser pour des raisons principalement financières. Cependant, il stabilise assez vite la série autour du personnage d'Ernestine, petite-fille de l'agent de police Petitcarné, qui fait tourner en bourrique César. Pour cette série, Maurice Tillieux s'est inspiré des personnages autour de lui. Ernestine est inspirée de sa fille Anne, l'agent de police, d'un de ses voisins et l'employée de maison, d'une de ses propres femme de ménage. Les gags de César sont repris plus tard dans le journal Spirou pour combler les pages. Aucun nouveau gag n'a été dessiné pour Spirou. En 1966, il crée la série Bob Slide, le temps de quelques histoires courtes. Il s'agit d'une série qui se déroule dans les années 1930 aux États-Unis. Il l'avait depuis longtemps le projet à l'esprit, mais il n'osait pas commencer, ayant appris que Morris et René Goscinny devaient lancer une série similaire. Apprenant que cela ne se ferait pas, il se lance, mais n'ayant plus le temps de s'en occuper, il abandonne rapidement son nouveau personnage.

#### Période scénariste
À la fin des années 1960, les éditions Dupuis sont victimes d'une pénurie de scénaristes. À cette époque, le journal Spirou publie de plus en plus de dessinateurs qui n'écrivent pas leurs propres histoires. Maurice Tillieux se trouve même à un moment être le seul à alimenter les dessinateurs du journal en scénarios. Cet afflux de travail l'oblige à abandonner le dessin de sa série Gil Jourdan. Il le confie à Gos, celui-ci s'étant proposé après avoir appris que Maurice Tillieux cherchait un dessinateur pour cette série. Cette reprise de Gil Jourdan est bien acceptée par la majorité des lecteurs.
Par la suite, il crée pour Arthur Piroton la série Jess Long. Maurice Tillieux apprécie le trait de ce dessinateur et trouve dommage de le voir toujours au bas du classement des référendums du journal Spirou. Il lui propose une série policière qui se déroule aux États-Unis, le seul thème qu'apprécie Arthur Piroton. Il fait travailler son personnage au FBI pour ne pas être mal vu par la police et ne pas avoir de problèmes, le FBI étant mal vu selon lui par les polices du monde entier. Il crée également Marc Lebut et son voisin pour Francis. Cette série humoristique mettant en scène une Ford T est née de la nostalgie de Maurice Tillieux, amateur de mécanique automobile, pour les voitures des années 1920 et 1930, auxquelles il trouve plus de personnalité qu'aux voitures modernes.
Il reprend aussi le scénario de certaines séries du journal Spirou comme Tif et Tondu dessiné par Will. Il accepte sans hésiter la demande de reprendre le scénario sur demande de Will, dont il apprécie les talents de dessinateur. Il succède, sur cette série, à Maurice Rosy qui a dû, pour des raisons personnelles, abandonner le scénario de la série. Maurice Tillieux, déjà débordé à cette époque, propose alors à Will, qui travaillait très régulièrement, de dessiner alternativement par an un épisode de Tif et Tondu et un autre d'Isabelle, au lieu de deux épisodes de Tif et Tondu par an. Cette entente doit permettre à Maurice Tillieux de ralentir son rythme de travail en ne fournissant qu'un scénario de Tif et Tondu par an. Mais les scénaristes d'Isabelle, Yvan Delporte et Raymond Macherot, ne remettent aucun scénario à Will, qui ayant besoin de travailler, demande de nouveaux scénarios de Tif et Tondu à Maurice Tillieux. Il recycle alors une vieille histoire de Félix. Tif et Tondu est une des séries sur laquelle Maurice Tillieux aime le plus travailler, car elle lui permet d'exploiter ses thèmes préférés : le policier, le mystère et l'aventure. Il estime que l'histoire Sorti des abîmes est celle dans laquelle Will a le mieux exploité le scénario.
Pour Jean Roba, il écrit un scénario de la série La Ribambelle, ainsi que quelques gags de Boule et Bill. Pour Vittorio Léonardo, il scénarise un épisode du viking Hultrasson et pour François Walthéry, trois histoires de l'hôtesse de l'air Natacha, dont L'Ange blond qui ne sera dessiné qu'en 1994. Avec d'autres dessinateurs, il crée la société de presse Real Presse, trouvant mauvais le système de distribution de chez Dupuis. Mais l'éditeur les oblige à mettre fin à l'entreprise.
Le 31 janvier 1978, alors qu'il se rend au domicile ou quitte son collègue et ami Jean-Louis Pesch en France, ou qu'il rentre du festival d'Angoulême selon les sources, il est victime d'un accident de la route près de Tours. Il meurt, sans avoir repris connaissance, deux jours plus tard, le 2 février 1978. Il est inhumé quelques jours plus tard dans le cimetière de la commune d'Auderghem à Bruxelles, où il vécut vingt-cinq ans et créa le personnage de Gil Jourdan, en présence de nombreux auteurs de bandes dessinées, André Franquin, Jean Roba, Morris, Jidéhem, Fernand Cheneval, Francis, Arthur Piroton, Jacques Devos, Victor Hubinon, Tibet, Pierre Seron, Mittéï, Lambil et beaucoup d'autres, Charles Dupuis et des collaborateurs des éditions Dupuis et du journal Spirou, le rédacteur en chef du journal Tintin, ainsi que Michel d'Ornano le ministre français de la Culture. Quelque temps avant sa mort, il avait déclaré qu'il reprendrait le dessin de la série Gil Jourdan après l'histoire Entre deux eaux.

## Style

### Influence
Maurice Tillieux a lu des illustrés pendant toute son enfance. Quand il commence à dessiner, il imite les décors et l'atmosphère des séries américaines comme Félix le Chat, Mickey Mouse ou encore Bicot, dont il apprécie particulièrement l'histoire et le décor, celui des banlieues américaines. Mais sa véritable influence sera Hergé, quand il commence à dessiner pour le public. Il lit beaucoup de romans policiers comme ceux James Hadley Chase, qu'il trouve très faible d'un point de vue littéraire, mais dont il aime la façon de construire les scénarios, ou encore les Harry Dickson de Jean Ray dont il adore l'ambiance. Pour se documenter, il n'hésite pas à installer un appareil photo en face de la télévision pour prendre des images de New York ou Los Angeles ; à partir des années 1970 il profite du développement des transports pour se documenter sur place notamment à Londres et New York.
Maurice Tillieux trouve que Hergé, l'auteur des Aventures de Tintin, est le premier auteur à avoir fait de la bande dessinée comme du cinéma, en décomposant le mouvement et en réalisant des planches sans texte où tout est expliqué par le mouvement. Il aime aussi sa façon de mettre en scène des clichés et des lieux communs qui donne de la vie à ses planches. Il rencontre Hergé à New York en 1972, plusieurs années après être devenu une célébrité dans la bande dessinée. L'autre dessinateur qui l'a marqué est André Franquin, l'auteur de Spirou et Fantasio, qui devient son ami par la suite. Le dernier auteur qu'il admire est Peyo (Johan et Pirlouit, les Schtroumpfs…), qu'il trouve en dessous des deux précédents mais dont il admire le sens de la narration.
Maurice Tillieux est aussi très marqué par le cinéma. Sa maison se trouvant à côté de la salle de cinéma de sa ville, il pouvait assister aux films de Buster Keaton et Charlie Chaplin, ainsi qu'aux séances de films policiers de seconde catégorie américains. Il s'est beaucoup inspiré des cadrages du cinéma au début de sa carrière, avant de réussir à trouver par lui-même le bon angle.
La France l'inspire beaucoup pour les décors de ses bandes dessinées. Cela vient du fait qu'il est d'une famille originaire d'un village près de Lille et qu'il possède de la famille près d'Aix-en-Provence où il se rend souvent. Dans sa jeunesse, il voyage aux quatre coins de la France et il dira même plus tard mieux connaître la France que son pays, la Belgique. Plus tard, il habite en France, à Paris, à Toulouse et dans le Var.

### Scénario
Pour Maurice Tillieux, le scénario est plus important que le dessin. Pour faire ses histoires, il part d'un fait divers qu'il a lu dans un journal ou alors il s'inspire d'une personne qu'il a rencontrée dans la vie réelle. Par exemple, il démarre l'écriture de l'histoire L'Enfer de Xique-Xique, car il apprécie les camions qui construisent une autoroute derrière son domicile et qu'il souhaite en introduire dans le scénario de son nouveau récit. L'idée de l'histoire Les Moines rouges lui vient d'un ami, maire d'une petite commune en Normandie, qui s'embrouille souvent avec son adjoint. Les histoires qu'il dessine sont écrites au jour le jour selon ses inspirations du moment, toujours en partant toutefois d'une idée précise. Pour les gags en une planche, il a deux méthodes : écrire en fonction d'un gag qu'il a vu ou entendu quelque part, ou créer les gags lui-même de toutes pièces. Pour ces derniers, il passe en revue tous les objets dans une pièce en se demandant ce qui pourrait bien leur arriver. Il utilise cette dernière méthode lorsqu'il est très en retard sur un gag qu'il doit livrer.
Pour les scénarios qu'il écrit pour d'autres, il écrit un scénario complet avant que l'histoire ne commence à être dessinée. Il essaye aussi d'utiliser au maximum les qualités de ses dessinateurs ; par exemple, pour Tif et Tondu, il exploite les talents de décoriste de Will en plaçant l'action dans des endroits beaux à dessiner et il évite que l'action se déroule trop longtemps au même endroit. Sa méthode de travail est différente selon les dessinateurs. Pour Gos, ils travaillent ensemble : Gos fait le découpage et Maurice Tillieux corrige. Pour Will et Jean Roba, il fournit un découpage sans dessins, estimant qu'ils savent très bien ce qu'ils doivent faire. Pour Francis, il dessine et ce dernier reprend. Maurice Tillieux estime que parfois, il est plus simple d'expliquer par le dessin.
Pour construire son scénario, il écrit d'abord l'histoire, puis réalise le découpage et le dialogue en essayant de placer le moins de texte possible. Puis il réunit le plus de documentation possible pour ne pas commettre d'erreur sur les pays représentés. Au cours de la réalisation de l'histoire, il lui arrive de trouver l'idée d'un gag et de modifier le scénario pour l'introduire. Il arrive aussi que l'évolution de la situation dans la réalisation de l'histoire amène naturellement le gag. Il lui arrive de se déplacer sur place pour faire des repérages pour son scénario et de prendre des photos et de réaliser des croquis.

### Graphique

#### Atmosphère
Ce qui marque le plus dans le dessin de Maurice Tillieux est l'atmosphère de ses bandes dessinées, cela vient du fait qu'il essaye d'être un « romancier visuel ». Dans Félix, il dessine à merveille l'atmosphère du Paris des années 1950 avec divers procédés issus du cinéma : le flash-back, la contre-plongée, le travelling, l'avant-plan et ce, malgré des graphismes un peu schématiques, ou des expressions caricaturales. Il dessine les paysages urbains comme personne, des dessinateurs comme André Franquin, Jean Roba ou Peyo s'amusaient à dire sur les casses de voitures : « C'est un paysage à la Tillieux ». Plus tard avec Gil Jourdan, il plaça son héros dans des bureaux vétustes, dans une rue obscure. Tout est fait pour créer une certaine atmosphère. Dans ses décors il aime placer des réverbères à gaz qui donnent un côté sinistre par les jeux de lumière que ça produit.
Lors de ses débuts chez Dupuis, il copie le style d'André Franquin, l'auteur en vogue dans la maison d'édition. Il surcharge alors ses décors pour que l'éditeur « en ait pour son argent ». Petit à petit, il se rend compte que charger ainsi ses décors n'apportait rien et il simplifie, non sans difficulté pour se réadapter.

#### Trait
Les dessins de Maurice Tillieux sont influencés à ses débuts par Hergé, dans un style semi-réaliste. Quand il entrera dans le giron de Dupuis, on lui demandera de faire dans le style caricature de André Franquin, alors référence absolue de la maison d'édition de Marcinelle. Finalement, il fit un dessin à mi-chemin de ces deux monstres sacrés de la bande dessinée. Mais contrairement à ces deux grands auteurs, Maurice Tillieux n'est pas un perfectionniste. Il lui arrive de bâcler un dessin, par manque de temps, il avouera lui-même ne pas toujours pousser le graphisme au maximum de ses possibilités. Pour certains ce manque de soin pour certaines cases donne du naturel et de la spontanéité au dessin. Par contre Maurice Tillieux respectait toujours les proportions de ses personnages. Ce qui lui pose des problèmes et l'oblige à trouver des stratégies, ainsi si Crouton et Libellule sont faciles à dessiner dans le style caricatural de l'école de Marcinelle, ce n'est pas le cas de Gil Jourdan qui détone avec un style semi-réaliste. Il trouve l'idée de ne pas représenter les pieds de Gil Jourdan en les coupant, car selon lui c'est ce qui donne un problème de proportion avec une personne dessinée en pied.

#### Automobile
Les automobiles sont aussi très présentes dans l'œuvre de Maurice Tillieux. Au début de sa carrière, il commence à dessiner des voitures américaines car elles sont plus grosses et plus impressionnantes. Les premières voitures qu'il dessine sont trop longues et manquent de perspective bien qu'il étudie le trait d'Hergé pour apprendre à dessiner correctement une voiture, par la suite lorsqu'il parvient à rendre ses automobiles crédibles, il n'arrive pas à les poser au sol et dessine des voitures qui semblent léviter dans l'air. Lorsqu'il démarre Gil Jourdan en 1956, il dessine des voitures françaises, car il revient de deux ans passés en France et qu'il connaît alors très bien les automobiles et les infrastructures routières du pays. La première voiture de Gil Jourdan est une Peugeot 202 qu'il a du mal à dessiner à cause de ses lignes fuyantes. Par la suite il dote Gil Jourdan de plusieurs voitures populaires sans toutefois vouloir incarner le personnage à travers une automobile en particulier. La Renault Dauphine est toutefois la voiture qui incarne le mieux Gil Jourdan.
Maurice Tillieux est passionné de mécanique automobile depuis très longtemps et il a commencé à dessiner des dizaines de voitures avant d'en posséder lui-même un modèle. Il a lui-même démonté et remonté son Hillman achetée d'occasion, ce qui lui permit d'étudier le fonctionnement d'une voiture. Par la suite, pour rendre ses histoires plus réalistes, il étudie toutes sortes de moteurs de voitures pour que ses sabotages, ses pannes ne soient pas fantaisistes et que ses personnages qui réparent une automobile ne fassent pas des gestes non crédibles. Pour parfaire sa connaissance de la mécanique, Maurice Tillieux réparait lui-même les pannes de ses voitures.
Dans son œuvre, Maurice Tillieux fait aussi détruire les voitures le plus souvent de manière spectaculaire. Pourtant, il ne cherche pas systématiquement à introduire dans son scénario un accident ou une destruction d'un véhicule, mais le plus souvent cela se fait automatiquement au fil de l'histoire aussi bien pour la narration du récit que pour introduire un aspect comique. Les accidents de voiture sont devenus un des éléments qui caractérisent le mieux la série Gil Jourdan et l'œuvre de Maurice Tillieux en général.

#### Narration
Les dialogues dans les bandes dessinées de Maurice Tillieux sont très présents, surtout à ses débuts, toutefois il évite de tomber dans le commentaire illustré. Les dialogues qu'il place dans ses bandes dessinées lui vaudront le surnom de « Michel Audiard de la bande dessinée ». Par la suite, il dessinera de grandes séquences, très réussies, sans aucune parole.

#### Formation
Maurice Tillieux n'a jamais eu de formation en dessin, il a commencé à dessiner tout seul presque pour raison alimentaire. Son avis sur les écoles d'art sont assez négatifs, il trouve qu'elles ne servent à rien. Il affirme qu'il n'avait aucune notion de perspective et d'anatomie lorsqu'il a commencé à dessiner dans les années 1940 et qu'il a appris tout seul à maitriser l'art du dessin pour faire passer ses émotions.

#### Angles de vue
Dans l'œuvre de Maurice Tillieux, les cases qui se suivent sont très souvent dessinées selon des angles et des plans différents. Il déteste devoir refaire le même plan deux fois de suite. Même si les séquences d'actions lui prennent plus de temps à dessiner, il les préfère aux séquences fixes de dialogue, beaucoup plus ennuyeuses à produire. Il essaye alors de les combler en faisant allumer une cigarette à son personnage.

### L'humour

#### Fonction
Dans ses séries policières, Maurice Tillieux se servait de l'humour comme une sorte de pause dans le récit. Permettant au lecteur de reprendre son souffle et faire baisser la tension du récit pour éviter le trop sérieux. L'humour dans les histoires policières de Maurice Tillieux n'est qu'un complément au récit, bien que dans certaines séquences de ses histoires l'humour prenne le pas sur l'action.

#### Style
Dans toutes ses séries, Maurice Tillieux aimait placer un humour à base de calembours, de réflexions décalées et surtout de gags visuels. Ainsi dans la série Gil Jourdan on compte 32 chutes et 47 destructions de véhicules en tous genres. Maurice Tillieux aime mettre en scène, à sa manière, les grands classiques du gag visuel, les personnages qui en courant se heurtent à quelque chose, les chutes d'objets sur la tête des protagonistes, les cigares explosifs, les portes dans la figure, les valises qui font trébucher, tout y passe repris de nombreuses fois dans ses histoires à des années de distance, créant un comique de répétition ajoutant du gag au gag en lui-même.
Maurice Tillieux agrémente ses histoires de nombreux gags, usant pour cela de registres différents, pouvant aller de l'invraisemblance pure au « running gag » se répercutant sur plusieurs pages, en passant par le second degré et le clin d'œil comique.
Le dialogue est aussi une composante essentielle du gag pour Maurice Tillieux. Il commence cet exercice dès ses débuts avec la série Bob Bang qu'il truffe de réparties humoristiques. Il exploite par l'humour les relations souvent conflictuelles de ses personnages pourtant alliés entre eux. Ainsi, dans la série Félix, Cabarez et Allume-Gaz n'arrêtent pas de se chamailler avec des remarques désobligeantes et drôles. Il en va de même pour Crouton et Libellule dans la série Gil Jourdan. Avec le personnage de Félix il pratique l'humour froid, voire parfois noir.
Maurice Tillieux n'apprécie pas les gens qui font des calembours, tout particulièrement ceux qui ne font rire que l'auteur de la blague. C'est à partir de ça qu'il introduit les calembours chez le personnage de Libellule et pour les trouver il note tous ceux qu'il entend et ne garde que les pires pour les publier.

## Réception

### Prix et distinctions

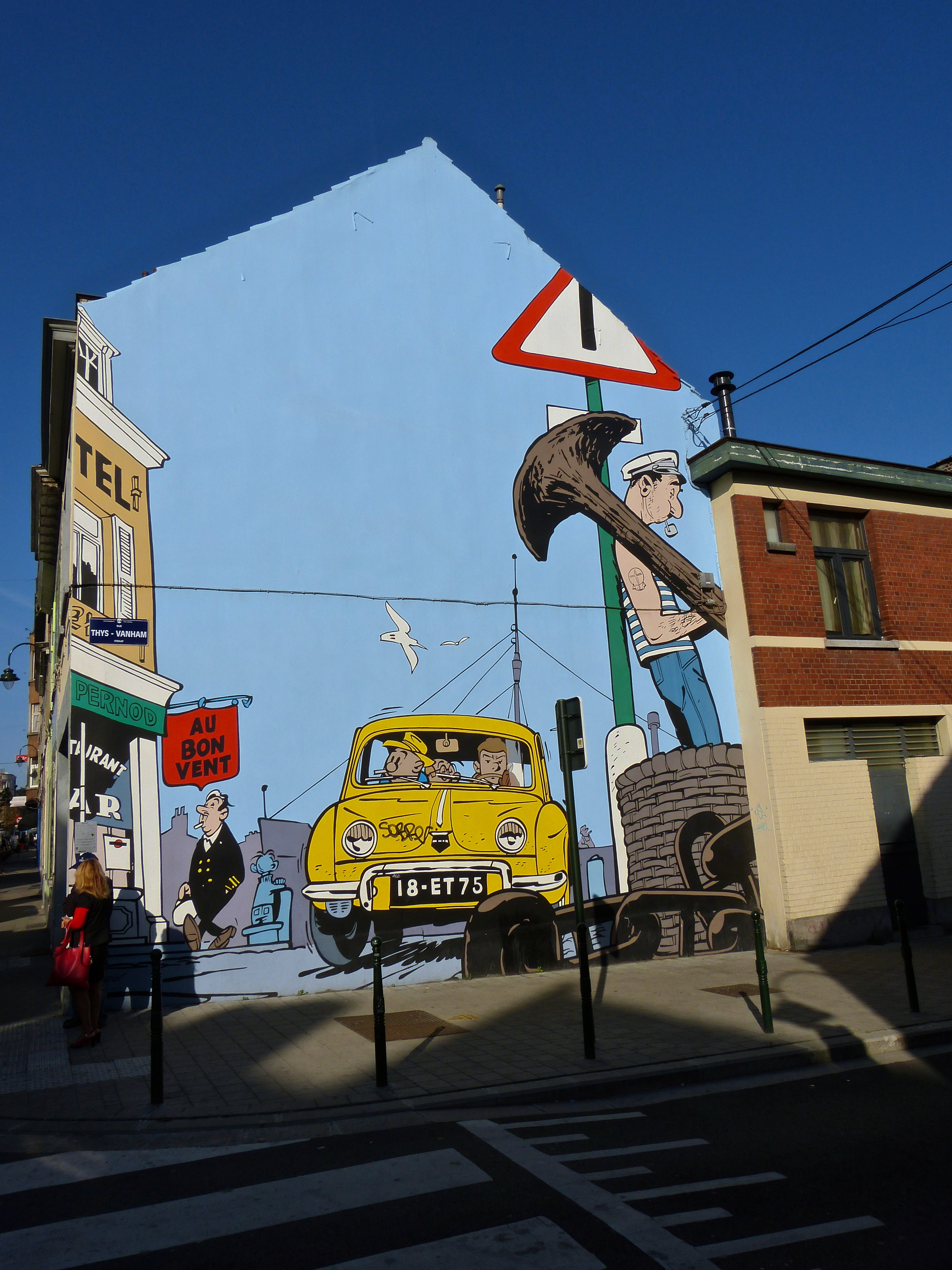
Fresque murale Gil Jourdan à Laeken

- 1971 :  Prix Saint-Michel[1] du meilleur scénario humoristique, pour l'ensemble de son œuvre ;
- 1975 :  Prix Stripschap[1], pour l'ensemble de son œuvre.

### Postérité
En juillet 2009, a été inaugurée, à l'instigation de la Ville de Bruxelles, une fresque murale Gil Jourdan située au 201 rue Léopold Ier à Laeken, elle fait partie du parcours BD de Bruxelles,.
En 2021, le site BD Gest' le fait entrer dans le panthéon de la BD par le Hall of Fame franco-belge.

## Œuvre

### Albums

#### Historique de publication en album

##### Comme auteur
Le premier album de Maurice Tillieux publié est l'unique épisode de la série Marc Jaguar en 1957, avec l'épisode Le Lac de l'homme mort. Il s'agit d'un album broché des éditions Dupuis. Cette histoire fera l'objet d'une réédition dans le magazine Samedi-Jeunesse no 81 de juillet 1964. À partir de 1959, débute la publication sous forme d'album de la série Gil Jourdan. Le premier album de la série est Libellule s'évade, suivi quelques mois plus tard par Popaïne et vieux tableaux. Les albums de la série Gil Jourdan vont s'enchaîner, le troisième La voiture immergée sort en 1960, le quatrième Les Cargos du crépuscule en 1961, le cinquième L'Enfer de Xique-Xique en 1962, le sixième Surboum pour quatre roues en 1963, le septième Les Moines rouges en 1964, le huitième Les Trois taches en 1965, le neuvième Le Gant à trois doigts sort l'année suivante et le dixième Le Chinois à 2 roues sort en 1967. L'année 1969 voit la sortie de Chaud et froid, le onzième album. En 1971 sort Pâtée explosive, le dernier album de Gil Jourdan dessiné par Maurice Tillieux. Entre 1985 et 1987 est publié l'intégrale de la série en cinq volumes sous le titre Tout Gil Jourdan, puis entre 2009 et 2010 l'intégrale de la série en 4 tomes.
En 1964, sort le premier album de la série César dans la collection « Gag de Poche » des éditions Dupuis, il s'agit du sixième album de cette collection. Quelques mois plus tard sort le second album de la série intitulé César - 2e service, il s'agit du douzième album de cette même collection. En 1971, sortent les deux albums en format standard de la série César, renommée César et Ernestine pour l'occasion, le premier se nomme L'École des gags et le second La Vie à deux. L'année suivante sort le troisième album titré Quel métier !. Le quatrième et dernier album intitulé Au fil des mauvais jours sort en 1974. Entre 1988 et 1989 est publiée l'intégrale de la série en deux volumes sous le titre Tout César, puis en 2011 l'intégrale de la série en un tome.
La série Félix doit attendre les années 1970 pour être publiée en album. D'abord aux Éditions Michel Deligne avec six albums en noir et blanc publiés entre 1977 et 1979, puis quatre albums en couleurs de 1981 à 1983. Les éditions Dupuis vont ensuite reprendre la suite de la publication avec quatre albums parus entre 1986 et 1987, la numérotation fait suite aux albums de Michel Deligne. Dans leur collection « Péchés de jeunesse », les éditions Dupuis publient un album intitulé L'Affaire des Bijoux en 1981. Entre 2002 et 2004, les éditions Niffle publient une intégrale de la série en trois tomes numérotée dans l'ordre de parution sept, six et cinq,.
Après la mort de Maurice Tillieux, plusieurs séries inédites en album vont sortir. La série Zappy Max dans un album intitulé Ça va bouillir sur scénario de Saint-Julien est publié en 1979 chez Furioso (en noir et blanc) et ensuite aux Éditions de l'Élan en 2010, tout en couleurs, avec une préface de Zappy Max et un dossier de présentation. Trois albums d'Aventures réalistes en 1981 aux Éditions Michel Deligne. L'année suivante c'est un album de la série Bob Slide intitulé L'Homme à l'œillet qui sort chez le même éditeur. Au début des années 2000, Les Éditions de l'Élan vont publier plusieurs albums de séries inédites de Maurice Tillieux. Les Aventures d'Achille et Boule-de-gomme en 2002, L'Intégrale des histoires de Bob Bang en 2005, Monsieur Balourd en 2007 et deux albums en couleurs des aventures d'Ange Signe intitulés La Grotte au Démon Vert en 2008 et La Résurrection du Potomac en 2011. Le premier étant déjà sorti en noir et blanc en 1981 aux éditions M.J.C. Longwy La Grotte au Démon Vert.

##### Comme scénariste
En 1968, sort le premier album de la série Marc Lebut et son voisin intitulé Allégro Ford T qu'il scénarise avec Francis au dessin. Il s'agit aussi du premier album cartonné de Maurice Tillieux. L'année suivante c'est L'Homme des vieux le deuxième album qui sort. Ballade en Ford T le troisième album est publié en 1970. L'année 1971 est une année faste, deux albums de Marc Lebut et son voisin, Voisin et Ford T et La Ford T dans le vent sortent. En 1972, sont publiés deux nouveaux albums intitulés La Ford T gagne et La Ford T en vadrouille. Un album sort chaque année, Ford T antipollution en 1973, La Ford T en vacances en 1974 et Gags en Ford T en 1975, puis La Ford T énergique en 1977, Ford T fortissimo en 1978, La Ford T récalcitrante en 1979 et le quatorzième et dernier album scénarisé par Maurice Tillieux intitulé La Ford T fait des bonds en 1980.
En 1970, sort le premier album de la série Tif et Tondu scénarisé par Maurice Tillieux avec Will au dessin. Intitulé L'Ombre sans corps il s'agit du seizième album de la série. L'année suivante sort Tif et Tondu contre le Cobra le dix-septième album. En 1972, ce sont Le Roc maudit et Sorti des abîmes qui paraissent. Le vingtième Les Ressuscités parait en 1973. Les albums se succèdent, Le Scaphandrier mort en 1974, Un plan démoniaque et Tif et Tondu à New York en 1975, Aventure birmane en 1976, Le Retour de la Bête en 1977, Le Gouffre interdit en 1978 et Les Passe-montagnes en 1979.
À partir de 1971, le dessin de la série Gil Jourdan est assuré par Gos sur scénario de Maurice Tillieux. Le premier album de cette collaboration s'intitule Carats en vrac, le second qui sort l'année suivante a pour titre Gil Jourdan et les fantômes et le troisième Sur la piste d'un 33 tours en 1973. Ce n'est que bien plus tard, en 1979, que sort le seizième et dernier album intitulé Entre deux eaux. En 1974, sort L'Eau de politesse le seul album de la série Hultrasson qu'il ait scénarisé. Il scénarise quelques albums de Natacha pour François Walthéry, la quatrième Un trône pour Natacha sortie en 1975, le sixième Le Treizième Apôtre en 1978 et le seizième L'Ange blond en 1994.
À partir de 1976, la série Jess Long qu'il scénarise pour Arthur Piroton est adapté en album. Les histoires Le Bouddha écarlate et Les Nouveaux négriers dans le premier paru en 1976. Les Ombres du feu et L'Évasion dans le second paru en 1977. La Piste sanglante et L'Homme du bout de la nuit dans le troisième paru en 1978. Les Masques de mort et La Grotte aux crabes dans le quatrième paru la même année. Il était deux fois dans l'ouest et Le Saut de la mort dans le cinquième paru en 1980. Grand Canyon et Rapt dans le sixième paru en 1981. K.O. pour l'éternité dans le huitième paru en 1983. La Bête et Kidnapping dans le dixième paru en 1985.
Après la mort de Maurice Tillieux sort en 1985 l'album S.O.S. Bagarreur dessiné par René Follet dans la collection « Dupuis Aventures ». Pour Jean Roba il scénarise La Ribambelle enquête et La Ribambelle contre-attaque qui sortent tous les deux en 1984.

### Périodiques

#### Historique de publication dans les périodiques

##### Les débuts (1936-1949)
La première publication de Maurice Tillieux est un dessin dans le journal Le Moustique paru en 1936. Durant la guerre il signe des illustrations pour le journal Spirou, mais surtout à partir de 1944 il signe des bandes dessinées dans le journal Bimbo avec la série Bimbo, Romarin et Miksy sous forme de gags d'une planche, strips et histoire à suivre. De 1945 à 1946, il alimente le journal Jeep avec des séries comme La Bande infernale (sous le pseudonyme de John Cliff), Patrick et Dolly (sous le pseudonyme de James Jhames), Zouzour et Zourzour (sous le pseudonyme de Ronald Scott), Dasy Black (sous le pseudonyme de Jill Morrison) et Zénobie Zénobie (sous le pseudonyme de John Cliff). Des histoires qui sont aussi reprises dans le journal Bimbo, sous des titres différents, jusqu'en 1949, date de la fin de ce journal. Il publie aussi une histoire dans Blondine en 1946, le supplément de Jeep.

##### Période Héroïc-Albums (1947-1956)
En 1947, il entre à Héroïc-Albums. Dès le début il publie sous le titre Nouvelles du Captain Kid, seize nouvelles jusqu'en 1952. Cette même année il crée la série Bob Bang avec dix-neuf histoires complètes publiées jusqu'en 1948, puis trois histoires de Bill Sanders dans la même période. L'année suivante il crée Inspecteur Law avec deux histoires complètes. Durant ces deux années il publie cinq histoires complètes réalistes. En 1949, dans le no 4/49, c'est le début de la série Félix qui va révéler Maurice Tillieux. Soixante-sept histoires complètes vont être publiées jusqu'à la fin de l'hebdomadaire en 1956.
En parallèle de sa collaboration avec Héroïc-Albums, il publie de 1949 à 1950 des strips de Achille et Boule-de-Gomme et des planches de Notre oncle et nous pour le journal L'Explorateur, quelques histoires de Cris Vallon pour Le Journal de Paddy en 1955 et surtout une grande histoire à suivre de Marc Jaguar pour le journal Risque-Tout des éditions Dupuis de 1955 à 1956. Il y signe aussi plusieurs illustrations et commence une seconde histoire de Marc Jaguar, mais il ne pourra pas la terminer à cause de la disparition du journal.

##### Période Spirou (1956-1978)
Après la disparition d'Héroïc-Albums et de Risque-Tout il intègre le journal Spirou pour lequel il avait déjà fait de petites illustrations pendant la guerre. Dès le 20 septembre 1956, il lance dans le no 962 la série Gil Jourdan avec l'histoire à suivre Libellule s'évade. Vont suivre vingt-six histoires sous différents formats (histoire à suivre ou courte) jusqu'en 1978, dont il assurera seulement le scénario pour les huit dernières histoires, le dessin étant assuré par Gos. Toujours dans Spirou il crée César avec quatre histoires complètes publiées entre 1957 et 1959. La série est ensuite publiée par Le Moustique, autre publication des éditions Dupuis, entre 1960 et 1966, puis les deux cent quatre-vingt-dix-neuf gags sont republiés dans Spirou entre 1969 et 1973. Dans Spirou il va aussi publier plusieurs histoires courtes, deux mini-récits, des contes et des republications d'histoire de Bob Bang et Félix issue d'Héroïc-Albums.
À partir de 1966, Maurice Tillieux assure le scénario de plusieurs séries : Marc Lebut et son voisin, qu'il crée pour Francis et dont il assure le scénario de 1966 à sa mort en 1978 avec des gags, des histoires courtes et des histoires à suivre ; Jess Long, qu'il crée en 1969 pour Arthur Piroton et qu'il scénarise jusqu'à sa mort ; Tif et Tondu, dont il récupère le scénario, pour Will, de 1968 à sa mort, et où il signe treize histoires à suivre ; Natacha pour François Walthéry, dont il écrit deux histoires entre 1974 et 1976 ; Yoko Tsuno pour Roger Leloup, dont il écrit trois histoires courtes de 1970 à 1971 ; La Ribambelle pour Jean Roba, deux histoires de 1968 à 1976 ; et une histoire à suivre d'Hultrasson pour Vittorio Léonardo en 1973.
Durant cette période il collabore aussi avec d'autres périodiques. En 1958, est publiée Ange Signe dans un magazine publicitaire intitulé Ima l'ami des jeunes. L'année suivante, il publie une histoire à suivre pour le journal Pilote sur un feuilleton de Radio-Luxembourg intitulé Zappy Max. De 1961 à 1966 plusieurs rééditions de Félix dans Samedi-Jeunesse. En 1962, c'est L'Intrépide qui republie Félix, puis Ohée ! de 1962 à 1965. Curiosity Magazine des Éditions Michel Deligne republie les histoires réalistes parues auparavant dans Héroïc-Albums. En 1973, le fanzine Submarine republie une histoire de Félix. En 1978, Super Tintin publie une histoire courte de Gil Jourdan.

#### Liste des histoires à suivre publiées dans les périodiques
| Périodique  | Série       | Titre                     | Début   | Fin     |
| ----------- | ----------- | ------------------------- | ------- | ------- |
| Risque-Tout | Marc Jaguar | Le Lac de l'homme mort    | no 1    | no 42   |
| Risque-Tout | Marc Jaguar | Les Camions du diable     | no 43   | no 49   |
| Spirou      | Gil Jourdan | Libellule s'évade         | no 962  | no 988  |
| Spirou      | Gil Jourdan | Popaïne et vieux tableaux | no 990  | no 1031 |
| Spirou      | Gil Jourdan | La Voiture immergée       | no 1067 | no 1089 |
| Spirou      | Gil Jourdan | Les Cargos du crépuscule  | no 1113 | no 1137 |
| Spirou      | Gil Jourdan | L'Enfer de Xique-Xique    | no 1170 | no 1189 |
| Spirou      | Gil Jourdan | Surboum pour quatre roues | no 1225 | no 1248 |

| Périodique | Série       | Titre                   | Début   | Fin     |
| ---------- | ----------- | ----------------------- | ------- | ------- |
| Spirou     | Gil Jourdan | Les Moines rouges       | no 1264 | no 1285 |
| Spirou     | Gil Jourdan | Les Trois Taches        | no 1319 | no 1340 |
| Spirou     | Gil Jourdan | Le Gant à trois doigts  | no 1389 | no 1410 |
| Spirou     | Gil Jourdan | La Guerre en caleçon    | no 1453 | no 1458 |
| Spirou     | Gil Jourdan | Le Chinois à deux roues | no 1459 | no 1486 |
| Spirou     | Gil Jourdan | Chaud et froid          | no 1527 | no 1533 |
| Spirou     | Gil Jourdan | Le Grand Souffle        | no 1553 | no 1565 |
| Spirou     | Gil Jourdan | Pâtée explosive         | no 1637 | no 1644 |

| Périodique | Dessinateur       | Série                    | Titre                        | Début   | Fin     |
| ---------- | ----------------- | ------------------------ | ---------------------------- | ------- | ------- |
| Spirou     | Francis           | Marc Lebut et son voisin | L'Homme des vieux            | no 1560 | no 1581 |
| Spirou     | Jean Roba         | La Ribambelle            | La Ribambelle enquête        | no 1599 | no 1612 |
| Spirou     | Will              | Tif et Tondu             | L'Ombre sans corps           | no 1602 | no 1622 |
| Spirou     | Arthur Piroton    | Jess Long                | Kidnapping                   | no 1639 | no 1646 |
| Spirou     | Will              | Tif et Tondu             | Tif et Tondu contre le Cobra | no 1650 | no 1669 |
| Spirou     | Gos               | Gil Jourdan              | Carats en vrac               | no 1677 | no 1696 |
| Spirou     | Arthur Piroton    | Jess Long                | Les Nouveaux Négriers        | no 1687 | no 1698 |
| Spirou     | Will              | Tif et Tondu             | Le Roc maudit                | no 1696 | no 1715 |
| Spirou     | Gos               | Gil Jourdan              | Gil Jourdan et les Fantômes  | no 1727 | no 1744 |
| Spirou     | Arthur Piroton    | Jess Long                | K.O. pour l'éternité         | no 1738 | no 1739 |
| Spirou     | Will              | Tif et Tondu             | Sorti des abîmes             | no 1746 | no 1764 |
| Spirou     | Arthur Piroton    | Jess Long                | L'Évasion                    | no 1761 | no 1769 |
| Spirou     | Gos               | Gil Jourdan              | Sur la piste d'un 33 tours   | no 1778 | no 1798 |
| Spirou     | Will              | Tif et Tondu             | Les Ressuscités              | no 1789 | no 1809 |
| Spirou     | Vittorio Léonardo | Hultrasson               | L'Eau de politesse           | no 1824 | no 1843 |
| Spirou     | Will              | Tif et Tondu             | Le Scaphandrier mort         | no 1831 | no 1847 |
| Spirou     | Arthur Piroton    | Jess Long                | Rapt                         | no 1837 | no 1838 |
| Spirou     | Will              | Tif et Tondu             | Un plan démoniaque           | no 1861 | no 1879 |

| Périodique | Dessinateur       | Série                    | Titre                           | Début   | Fin     |
| ---------- | ----------------- | ------------------------ | ------------------------------- | ------- | ------- |
| Spirou     | Arthur Piroton    | Jess Long                | La Piste sanglante              | no 1879 | no 1885 |
| Spirou     | Will              | Tif et Tondu             | Tif et Tondu à New York         | no 1889 | no 1902 |
| Spirou     | François Walthéry | Natacha                  | Un trône pour Natacha           | no 1893 | no 1912 |
| Spirou     | Arthur Piroton    | Jess Long                | L'Homme du bout de la nuit      | no 1897 | no 1898 |
| Spirou     | Arthur Piroton    | Jess Long                | La Bête                         | no 1931 | no 1932 |
| Spirou     | Will              | Tif et Tondu             | Aventure birmane                | no 1942 | no 1957 |
| Spirou     | Arthur Piroton    | Jess Long                | La Grotte aux crabes            | no 1945 | no 1950 |
| Spirou     | Jean Roba         | La Ribambelle            | La Ribambelle contre-attaque    | no 1965 | no 1972 |
| Spirou     | Arthur Piroton    | Jess Long                | Le Saut de la mort              | no 1982 | no 1983 |
| Spirou     | Will              | Tif et Tondu             | Le Retour de la Bête            | no 1988 | no 1999 |
| Spirou     | François Walthéry | Natacha                  | Le Treizième Apôtre             | no 2017 | no 2046 |
| Spirou     | Will              | Tif et Tondu             | Le Gouffre interdit             | no 2046 | no 2064 |
| Spirou     | Arthur Piroton    | Jess Long                | Grand Canyon                    | no 2062 | no 2066 |
| Spirou     | Will              | Tif et Tondu             | Les Passe-montagnes             | no 2101 | no 2115 |
| Spirou     | Arthur Piroton    | Jess Long                | Il était deux fois dans l'Ouest | no 2110 | no 2119 |
| Spirou     | Gos               | Gil Jourdan              | Entre deux eaux                 | no 2119 | no 2131 |
| Spirou     | Francis           | Marc Lebut et son voisin | Electri-City                    | no 2126 | no 2127 |

### Collections publiques
Il est présent dans la collection, dont les planches ont été classées « Trésor » de la Fédération Wallonie-Bruxelles, du Musée des Beaux-Arts de Liège et depuis 2016 détenues par La Boverie,.